# Эллис, Джордж Фрэнсис
Джордж Ф. Р. Эллис (George Francis Rayner Ellis; род. 11 августа 1939, Йоханнесбург, ЮАР) — британский и южноафриканский космолог, специалист по общей теории относительности. Эмерит-профессор Кейптаунского университета, член Лондонского королевского общества (2007), экс-президент Royal Society of South Africa, член-учредитель Academy of Science of South Africa (ASSAf), член TWAS (2004), член InterAcademy Council. Лауреат Темплтоновской премии (2004). Совместно со Стивеном Хокингом автор книги Крупномасштабная структура пространства-времени (англ. The Large Scale Structure of Space-Time) (1973).

## Биография
Квакер.
Окончил Michaelhouse в 1955 году и затем в 1960 году с отличием Кейптаунский университет (бакалавр физики). Там он первоначально изучал архитектуру, однако вскоре переключился на физику и математику; впоследствии он получит в альма-матер ещё одну бакалаврскую степень с отличием — по обработке бизнес-данных. В 1964 году в Кембриджском университете получил степень доктора философии по прикладной математике и теоретической физике; преподавал там же: с 1965 года исследовательский фелло, с 1967 года ассистент-лектор, с 1970 года университетский лектор. В годы учёбы активно занимался спортом, участвовал в соревнованиях.
С 1974 года преподаватель Кейптаунского университета, с 2004 года в отставке. Выступал против политики апартеида.
В 2005 году приглашённый докладчик на Nobel Conference.
Среди его соавторов, помимо упомянутого Стивена Хокинга — Дж. Силк, Malcolm MacCallum.
Являлся главредом Journal of General Relativity and Gravitation.
С 1989 по 1992 год президент Международного общества общей теории относительности и гравитации.
Являлся президентом International Society for Science and Religion.
Фелло Королевского астрономического общества.
Вместе со своей супругой Мэри проживает в Кейптауне, четверо детей.
Автор более 300 научных работ, главным образом по теории относительности и космологии. Автор 17 статей в Nature.
Среди его книг: The Large Scale Structure of Space Time (1973, with S W Hawking), Dynamical systems and cosmology (1996, with J Wainwright), Is The Universe Open or Closed? The Density of Matter in the Universe (1997, with P Coles), Relativistic Cosmology (2011, with R Maartens and Malcolm MacCallum).

## Награды
- Gravity Research Foundation[англ.] Essay Competition 1st Prize (1979)
- Herschel Medal, Royal Society of South Africa[англ.] (1984)
- South Africa Medal (Gold), South African Association for the Advancement of Science[англ.] (1993)
- Star of South Africa Medal (1999)
- Темплтоновская премия (2004)
- South African National Science and Technology Forum[англ.] lifetime contribution award (2005)
- Academy of Science of South Africa[англ.] Gold medal (2005)
- De Beers Gold Medal, South African Institute of Physics (2010)[6]
- Medal of the South African Mathematical Society[англ.] for Research Distinction

Кавалер высшей награды ЮАР ордена Мапунгубве в серебре (2006).
Почётный доктор альма-матер в Кейптауне и ещё трёх университетов.